# Den krypande mannen
Den krypande mannen (engelska: The Adventure of the Creeping Man) är en av Sir Arthur Conan Doyles 56 noveller om detektiven Sherlock Holmes. Novellen publicerades ursprungligen i The Strand Magazine och återfinns i novellsamlingen The Case-Book of Sherlock Holmes. 

## Handling
Mister Trevor Bennett besöker Holmes med ett problem. Mister Bennett arbetar som sekreterare åt professor Presbury. Han är också förlovad med dennes dotter. Professor Presbury har dock börjat bete sig mycket underligt.
1. ↑  Arthur Conan Doyle, The Case-Book of Sherlock Holmes, John Murray, 1927.[källa från Wikidata]